# ينس لومان
ينس لومان (بالإسبانية: Jens Lohmann)‏ هو متسابق خماسي حديث مكسيكي، ولد في 6 فبراير 1956.

## وصلات خارجية
- ينس لومان على موقع أوليمبيديا (الإنجليزية)